# Julius Himmelheber
Julius Himmelheber, vollständig  Julius Philipp Wilhelm Max Himmelheber (* 12. November 1812 in Karlsruhe; † 21. Mai 1867 in Hamburg) war ein deutscher Kupferstecher, Kartograph und Lithograph.

## Leben
Julius Himmelheber entstammte einer Karlsruher Schreinerfamilie, die über mehrere Generationen die Möbelfabrik Gebr. Himmelheber betrieb.
Er lernte Kupferstechen in seiner badischen Heimat bei Christian Haldenwang und Louis Schnell.
Im August 1836 begann Himmelheber in Hamburg mit einer Lithographischen Anstalt. Am 19. April 1839 wurde er Hamburger Bürger. Spätestens 1839 tat er sich mit Adolph Meyer unter Himmelheber & Meyer zusammen. Himmelheber fertigte in der Regel die Vorzeichnungen nach der Natur, die Meyer dann lithographierte. Sein Programm umfasste Karten, Ansichten, auch von Hamburg nach dem Hamburger Brand 1842, Porträts und Notensatz, so für Johann Friedrich Schwencke. Himmelheber und Meyer trennten sich 1847. Nach dem Tod Himmelhebers führte seine Witwe Anna Maria Strohecker die Firma unter Julius Himmelheber Wwe. fort. Im August 1869 wurde das Unternehmen von Christian Schlachter und Bernhard Rühger unter Schlachter & Rühger, J. Himmelheber Nachfolger fortgesetzt. Sie führten die Firma zumeist als Akzidenzien-Druckerei weiter.

## Werke
- Sechs Ansichten von Helgoland und der Düne. Nebst einer Charte von Hamburg bis Helgoland und Norderney. Hamburg: Nestler und Melle 1838
- William Lindley: Plan zur Verbesserung des Hammerbrooks. Himmelheber & Meyer 1841 (Digitalisat)
- Joachim Friedrich Siemers: Erinnerungsblätter an den Brand von Hamburg vom 5. bis 8. Mai 1842. Mit 4 Ansichten nach der Natur aufgenommen von Julius Himmelheber und auf Stein gezeichnet von Adolph Meyer. Verlag von G. Bödecker Hamburg. Lithographische Anstalt von  Himmelheber & Meyer Hamburg
- Grundriss von Hamburg nebst Umgebung. Nach den neuesten Messungen unter Leitung des beeidigten Geometers A. A. M. Nagel zusammengetragen von E. Schultsé. Lithographirt v. Himmelheber & Meyer, Hamburg 1845
- Situationsplan vom Kieler Hafen und dessen nächster Umgebung. 1848
- Topographische Karte des Hamb. Gebietes. (Karte des Freistaats Hamburg). Von H. F. Plate und H. Odendahl graviert, von H. J. Kurtze bearbeitet und J. Himmelheber gedruckt, Verlag Carl Gaßmann (1850)[6]
- Strom-Karte der Elbe von der Mündung der Lühe bis Glückstadt. Nach d. amtl. Vermessungen d. Schiffahrt- u. Hafen-Deputation & d. Elb-Deputation ausgeführt 1854-56 / [hrsg. von H. Hübbe ; gez. von J. H. Sebikoh ; lithogr. von J. Himmelheber] Hamburg 1858